# Warburg Institute

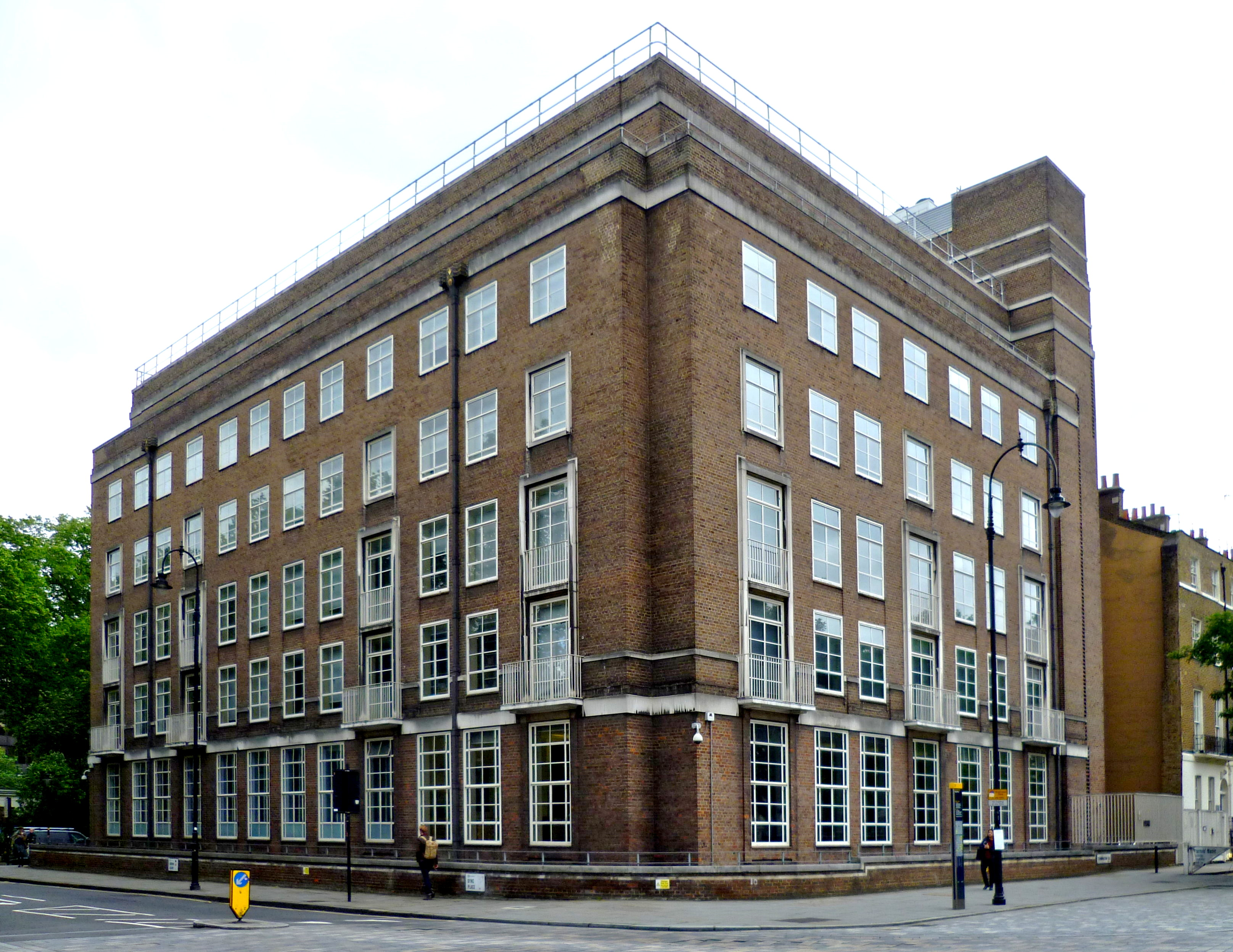
La sede del Warburg Institute a Bloomsbury

Il Warburg Institute è un centro di ricerca, ora associato all'Università di Londra e alla sua School of Advanced Study. L'istituto è specializzato nello studio dell'influenza dell'antichità classica su tutti gli aspetti della civiltà occidentale europea, perseguito mediante un peculiare approccio interdisciplinare voluto dal suo fondatore Aby Warburg (1866-1929), storico dell'arte e della cultura rinascimentale, in particolare del Rinascimento italiano.
L'istituzione dispone di una biblioteca che raggruppa oltre 350.000 opere, famosa sia per la particolare impostazione nell'indicizzazione e nell'ordinamento dei volumi sia per il fatto che tutti i volumi, eccetto una piccola parte di libri rari, sono liberamente accessibili su scaffali aperti. Tali caratteristiche perpetuano, nella tradizione dell'Istituto, il disegno originario di Aby Warburg.

## Storia

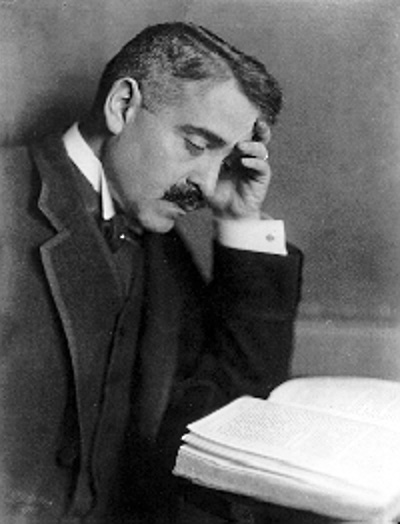
Aby Moritz Warburg, fondatore dell'Istituto.

Aby Warburg, rampollo di una delle più importanti famiglie ebree di Amburgo, era insoddisfatto dell'approccio puramente stilistico alla storia dell'arte e questo fece crescere in lui l'interesse per un approccio interdisciplinare. Studiando la cultura del Rinascimento fiorentino, si interessò sempre di più all'influenza dell'antichità sull'arte rinascimentale, così, grazie a un 'patto di famiglia' coi suoi fratelli banchieri che gli garantiva i mezzi per i suoi studi privati, costruì una sua personale biblioteca impostata su un simile approccio.
A Warburg si unì il suo collega Fritz Saxl (1890–1948), che trasformò la collezione di Warburg, bloccato in una clinica svizzera da una nevrosi dal 1918 al 1926, in un istituto di ricerca, la Kulturwissenschaftliche Bibliothek Warburg, legata all'Università di Amburgo ma di proprietà della famiglia Warburg. Nel 1933, con l'addensarsi delle ombre del Nazismo, su iniziativa di Saxl (che convinse la famiglia sui pericoli che correva l'eredità di Aby nel clima politico razzista della Germania nazista), l'istituto fu trasferito da Amburgo a Londra. Nel 1944 il Warburg Institute fu aggregato all'Università di Londra e nel 1994 è stato uno degli istituti fondanti della Scuola di studi avanzati (School of Advanced Study) dell'università londinese.

## Campus
L'istituto occupa un grande edificio nel campus universitario di Bloomsbury nel centrale Borough of Camden. Costruito nel 1957, è adiacente all'Unione studenti dell'Università di Londra, alla School of Oriental and African Studies, e alla Christ the King Church. L'edificio è anche la sede di studio della Slade School of Fine Art.

### Biblioteca Warburg
L'Istituto Warburg gestisce una biblioteca di ricerca di oltre 350.000 volumi. Questi titoli, fatta eccezione per un piccolo numero di libri rari e di valore, sono esposti secondo la modalità a scaffale aperto e sono quindi accessibili a tutti. Il Warburg possiede anche una vasta collezione fotografica e l'archivio personale di Aby Warburg. L'istituto è notevole per il suo unico e insolito sistema di indicizzazione: la collezione è organizzata per soggetto secondo la divisione della storia umana, cara a Warburg, nelle categorie dell'Azione, Orientamento, Parola, Immagine. I peculiari criteri di collocazione adottati in base a tale progetto tematico unitario e interdisciplinare ignorano i dettami delle disciplina della biblioteconomia per favorire l'incontro casuale del lettore con libri vertenti su temi analoghi a quello inizialmente cercato, al fine di permettere la costruzione di percorsi di ricerca.

## Organizzazione e iniziative
Oltre al suo scopo principale quale biblioteca di riferimento in campo accademico, l'istituto ammette ogni anno un piccolo numero di studenti laureati. Il Warburg conferisce i titoli di Master of Arts in Cultural and Intellectual History (1300–1650), di Master of Arts in Art History, Curatorship and Renaissance culture, e infine di Master e di Doctor of Philosophy; il primo e il secondo sono corsi di un anno costituiti da lezioni e ricerca, mentre il terzo è un corso della durata di tre anni che forma alla ricerca.
L'enfasi di questi programmi è posta sullo sviluppo delle abilità interpretative in un certo numero di diversi soggetti accademici, che scaturiscono dalla vocazione interdisciplinare dell'istituzione.
Una considerevole attenzione è dedicata a migliorare le abilità linguistiche e la conoscenza delle fonti primarie; l'istituto ritiene che queste aree del sapere siano ingiustamente neglette dagli aspiranti accademici che privilegiano invece focalizzare l'attenzione su studi accademici secondari e sulla teoria critica. 
Il programma Master of Arts in Cultural and Intellectual History è, nel Regno Unito, uno dei pochi programmi che, pur non afferendo alla tradizione classica, richiedono una conoscenza fluente della lingua latina.
L'istituto organizza ogni anno i seminari bruniani, dedicati alla figura di Giordano Bruno, "figura centrale nella storia del Warburg".

## Personalità
All'istituto sono stati associati un gran numero di celebri studiosi come Ernst Cassirer, Henri Frankfort, Arnaldo Momigliano, Ernst Gombrich (che ne è stato direttore dal 1959 al 1976), Erwin Panofsky, Rudolf Wittkower, Paul Oskar Kristeller, Edgar Wind, Frances Yates, Anthony Grafton, ecc.. L'attuale gruppo di studiosi mantiene viva la tradizione di interdisciplinarità di ricerca nella storia, nella filosofia, nella religione e nell'arte. Lo staff permanente è arricchito da numero variabile di accademici e studenti laureati che sono legati da una affiliazione di breve e lungo termine. L'Istituto Warburg è fiero del tono informale e amichevole dell'atmosfera di studio e ricerca, dovuto alla piccola dimensione dello staff e al ristretto numero di studenti e utenti abituali.
Tra le figure fondamentali dell'istituto è da ricordare Anne Marie Meyer, funzionaria e attivista culturale, segretaria e Registrar dal 1939, divenuta Honorary Fellow dopo il pensionamento del 1984, protagonista di un profondo sodalizio intellettuale con Arnaldo Momigliano dal quale fu nominata esecutrice letteraria dopo la morte dello studioso.
Insieme al Courtauld Institute of Art, il Warburg pubblica la rivista The Journal of the Warburg and Courtauld Institutes, un annuario di circa 300 pagine, molto noto fra gli addetti ai lavori.

## Direttori dell'istituto
- 2017- : Bill Sherman
- 2017: Michelle O'Malley
- 2015-2017: David Freedberg
- 2010-2015: Peter Mack
- 2001-2010: Charles Hope
- 1990-2001: Nicholas Mann
- 1976-1990: J. B. Trapp
- 1959-1976: Ernst Gombrich
- 1954-1959: Gertrud Bing
- 1949-1954: Henri Frankfort
- 1929-1949: Fritz Saxl